# Павлович, Думитру
Думитру Павлович (рум. Dumitru Pavlovici; 26 апреля 1912, Слатина, Румыния — 28 сентября 1992) — румынский футболист, вратарь. Выступал за сборную Румынии, участвовал в Чемпионате мира по футболу 1938 года.

## Карьера
Начал карьеру в молодежной команде «Дачия» из города Тимишоара, где провел 2 года с 1931 по 1933.

Дебютировал во взрослом футболе в составе команды «Рипензия» в 1933 году. Всего провел за неё 127 игр.

В 1941 году перешел в «Турну Северин» из города Турну-Северин. В этом клубе он играл в течение 5 лет до 1946 года.

В 1946 перешел в состав ФК «ЦФР Тимоишоара», где в течение 5 лет провел 52 официальных матча. В 1942 году завершил карьеру.

Дебютировал за сборную своей страны 17 мая 1936 года в товарищеском матче против сборной Греции. 

В первом матче за сборную пропустил 2 мяча. Участвовал в матче чемпионата мира 1938 года, в матче против сборной Кубы.

Всего провел за сборную 18 матчей, в которых пропустил 27 мячей.

## Награды

### Рипензия
- Чемпионат Румынии
- Победитель (3): 1934–35, 1935–36, 1937–38
- Кубок Румынии
- Победитель (2): 1933–34, 1935–36